# Нюремберг (Пенсільванія)
Нюремберг (англ. Nuremberg) — переписна місцевість (CDP) в США, в округах Скайлкілл і Лузерн штату Пенсільванія. Населення — 415 осіб (2020).

## Географія
Нюремберг розташований за координатами 40°56′16″ пн. ш. 76°10′6″ зх. д. / 40.93778° пн. ш. 76.16833° зх. д. (40.937744, -76.168450).  За даними Бюро перепису населення США в 2010 році переписна місцевість мала площу 1,55 км², уся площа — суходіл.

## Демографія
Згідно з переписом 2010 року, у переписній місцевості мешкали 434 особи в 192 домогосподарствах у складі 116 родин. Густота населення становила 280 осіб/км².  Було 227 помешкань (147/км²).
Расовий склад населення:
| - 98,6 % — білих - 1,2 % — азіатів |

До двох чи більше рас належало 0,2 %. Частка іспаномовних становила 0,7 % від усіх жителів.
За віковим діапазоном населення розподілялося таким чином: 18,9 % — особи молодші 18 років, 62,7 % — особи у віці 18—64 років, 18,4 % — особи у віці 65 років та старші. Медіана віку мешканця становила 42,4 року. На 100 осіб жіночої статі у переписній місцевості припадало 103,8 чоловіків;  на 100 жінок у віці від 18 років та старших — 95,6 чоловіків також старших 18 років.
Середній дохід на одне домашнє господарство  становив 53 467 доларів США (медіана — 39 792), а середній дохід на одну сім'ю — 59 420 доларів (медіана — 45 833). За межею бідності перебувало 17,5 % осіб, у тому числі 28,6 % дітей у віці до 18 років та 10,4 % осіб у віці 65 років та старших.
Цивільне працевлаштоване населення становило 189 осіб. Основні галузі зайнятості: освіта, охорона здоров'я та соціальна допомога — 24,9 %, роздрібна торгівля — 20,1 %, сільське господарство, лісництво, риболовля — 15,9 %.